# السياسات الثقافية للاتحاد الأوروبي

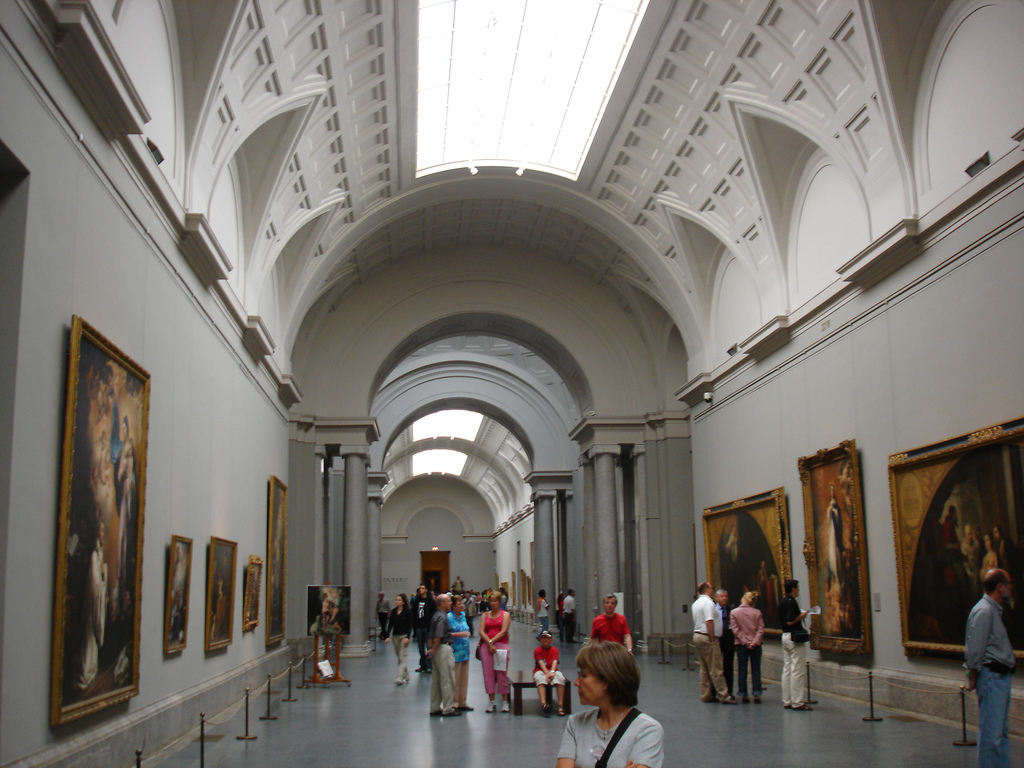

تهدف السياسات الثقافية للاتحاد الأوروبي إلى معالجة وتعزيز البعد الثقافي للتكامل الأوروبي من خلال التشريعات ذات الصلة والتمويل الحكومي. تدعم هذه السياسات تطوير النشاط الثقافي أو التعليم أو البحث الذي تجريه الشركات الخاصة والمنظمات غير الحكومية والمبادرات الفردية التي تتخذ من الاتحاد الأوروبي مقراً لها وتعمل في مجالات السينما والموسيقى السمعية والعروض البصرية والنشر والموسيقى والحرف اليدوية.
تدير المفوضية الأوروبية برنامج الثقافة (2007-2013)، ويمول الاتحاد الأوروبي هيئات ثقافية أخرى مثل الشهر الثقافي الأوروبي، وبرنامج وسائل الإعلام، وأوركسترا شباب الاتحاد الأوروبي، وبرنامج عاصمة الثقافة الأوروبية.
الاتحاد الأوروبي يمنح منحة للمشروعات الثقافية (233 عام 2004) وأطلق بوابة إلكترونية مخصصة لأوروبا والثقافة، استجابة لرغبة المجلس الأوروبي المعلنة في رؤية المفوضية والدول الأعضاء «تعزز التواصل بين المعلومات الثقافية لتمكين جميع المواطنين للوصول إلى المحتوى الثقافي الأوروبي عن طريق الوسائل التكنولوجية المتقدمة».

## المؤسسات والهيئات
- المفوضية الأوروبية التي تعمل في مجالات الثقافة والرياضة واللغات،
- لجنة الثقافة والتعليم في البرلمان الأوروبي ،
- قطاع التعليم والشباب والثقافة في مجلس الاتحاد الأوروبي ،
- والوكالة التنفيذية للتعليم والثقافة والسمعيات والمفوضية الأوروبية.

### قائمة المؤسسات والهيئات
- سينما أوروبا
- لجنة الثقافة والتعليم
- المديرية العامة للتربية والثقافة
- الوكالة التنفيذية للتربية والسمعيات والثقافة
- يوروانت
- يوروبا نوسترا
- المرصد السمعي البصري الأوروبي
- المفوضية الاوروبية
- المفوض الأوروبي للتعليم والثقافة وتعدد اللغات والشباب
- الترويج السينمائي الأوروبي
- المعهد الأوروبي للطرق الثقافية
- الرابطة الأوروبية لمعاهد الفنون
- الشبكة الأوروبية لمراكز المعلومات
- معاهد الاتحاد الأوروبي الوطنية للثقافة
- شبكة أوركسترا شباب الاتحاد الأوروبي
- اتحاد مسارح أوروبا
- الشبكة الأوروبية للمراكز الثقافية
- شبكة عبر قاعات أوروبا
- شبكة جمعية المهرجان الأوروبي
- تحالف الملحنين الأوروبيين وكتاب الأغاني
- الرابطة الأوروبية للجوقة - شبكة أوروبا
- شبكة اجتماع المسرح الأوروبي غير الرسمي
- شبكة الاتحاد لرواية القصص الأوروبية
- شبكة جاز أوروبا
- شبكة نادي الفنون في أوروبا
- شبكة مسرح المؤتمرات
- الشبكة الأوروبية للرقص - الشبكة
- الشبكة الأوروبية لمراكز التدريب على الإدارة الثقافية
- شبكة المجلات الثقافية الأوروبية
- الشبكة الأوروبية للمشاركة الفعالة في أنشطة الفنون الثقافية تشارك - المشاركة الفعالة في أوروبا الإبداعية
- شبكة لايف
- الطريق الأوروبي للتراث الصناعي
- المجلس الأوروبي للموسيقى
- الشبكة الأوروبية للموسيقى القديمة
- مجلس المهندسين المعماريين في أوروبا
- شبكة رابطة المعاهد الموسيقية الأوروبية، أكاديميات الموسيقى
- شبكة سيركوسترادا
- الأمانة العامة لجيونيسيس الموسيقية الدولية

### قائمة البرامج
- ثقافة 2000
- ايراسموس موندوس
- برنامج ايراسموس
- برنامج عملة أوروبا
- عاصمة الثقافة الأوروبية
- الشهر الثقافي الأوروبي
- الطريق الثقافي الأوروبي
- أيام التراث الأوروبي
- المكتبة الأوروبية
- يوروبيانا
- شاشة الاتحاد الأوروبي
- برنامج الوسائط
- مجمع نموذجي الرقص
- المناطق المحمية في الاتحاد الأوروبي
- فيديو نشط

### قائمة المؤسسات والهيئات والبرامج الثقافية غير التابعة للاتحاد الأوروبي
- آرتي
- مجلس أوروبا
- مجموعة من السياسات والاتجاهات الثقافية في أوروبا
- رابطة المدن الأوروبية
- يورو فريم
- يوروباليا
- الاتحاد الاذاعي الأوروبي
- المؤسسة الثقافية الأوروبية
- الشبكة الأوروبية للرقص
- أكاديمية السينما الأوروبية
- منتدى المتحف الأوروبي
- شبكة جامعات عواصم الثقافة الأوروبية

## روابط خارجية
- قسم اللغة والثقافة ، euractiv.com
- أوروبا من الثقافات 50 سنة من الإبداع الفني والحياة الثقافية من 27 دولة في الاتحاد الأوروبي مع إينا
- بوابة ثقافة الاتحاد الأوروبي (أرشفة)
- يورونيوز - ثقافة
- Bocholier، Emöke. "Creative Europe Programme: renewing support to the cultural and creative sectors" (PDF). Library Briefing. Library of the European Parliament. مؤرشف من الأصل (PDF) في 2019-06-14. اطلع عليه بتاريخ 2013-06-12.